# Història general del Regne de Mallorca
La Història general del Regne de Mallorca és la primera història de Mallorca, obra de Joan Binimelis i Garcia, escrita en català, el 1595, a instàncies dels jurats de la ciutat i el regne. El 1601 Binimelis la traduí al castellà. És un dels màxims exemples d'historiografia renaixentista en llengua catalana. L'obra serví de base primordial per a les posteriors històries generals de Mallorca de Joan Dameto (1632), Vicenç Mut (1650) i Jeroni Alemany (1723).
L'obra abraça des de la creació del món fins al 1592 i consta de la història de l'illa fins a Felip III de Castella, de les institucions de govern civils i eclesiàstiques, de la descripció dels pobles de Mallorca, d'unes biografies de mallorquins il·lustres, de la relació de les Germanies (1521-23) i altres esdeveniments.
Joan Binimelis la confegí a base de cròniques o relacions anteriors i de documentació arxivística, sense preocupació per la proporció que prenia cada una de les parts. Inicialment escrita en català Binimelis la traduí al castellà, amb lleugeres variacions i ampliacions (com les Germanies valencianes segons la crònica de Viciana).
Al segle xviii els originals eren ja en molt mal estat; la versió catalana és coneguda només parcialment (manquen la part històrica des de Jaume I i les institucions de govern) per almenys cinc còpies fragmentàries realitzades entre els segles xvii i xviii; una versió castellana —l'única completa de l'obra— fou editada amb un criteri poc rigorós el 1927.

## Fixació del text
A causa del fet que l’obra no es va arribar a editar mai i que només va circular, de manera parcial, en manuscrit i gràcies a l'edició castellana de 1927, no es conserva sencer cap testimoni de la versió catalana de la Història, ni tan sols en format manuscrit. El manuscrit més complet i més antic es troba a la Biblioteca Municipal de Palma, en una còpia realitzada per Jordi Fortuny de Roescas entre 1640 i 1643. Curiosament, en aquest còdex el títol original fou substituït per «Varias coses tocans a la ciutat y regna de Mallorca, recullides de diversos autors per D. Jordi Fortuny de Roescas...» i el nom de Binimelis no apareix enlloc. De fet, per amagar l'autoria, s'hi van suprimir els fragments autobiogràfics.
El segon manuscrit en català, una còpia de Bartomeu Martorell datada de 1683 i que es conserva a la Biblioteca Nacional d'Espanya, sí que esmenta Binimelis i recull pràcticament el mateix contingut que el de Fortuny, tot i prescindir de la part final del darrer llibre. D'altra banda, hi ha més manuscrits en català que només en conserven fragments, en general dels quatre darrers llibres. Antoni Maria Alcover parlà d’una còpia del segle xvii propietat de Pere Josep Serra i Cortada, la qual ell mateix va publicar al Bolletí de la Societat Arqueològica Lul·liana. A més, a la Biblioteca Nacional d'Espanya es guarda una còpia fragmentària de Joan Serra i Ventaiol, i n’hi ha més trossos a la biblioteca del marquès de Vivot, a la Biblioteca de Catalunya o a la Biblioteca Lambert Mata de Ripoll, on se'n conserva un exemplar que presenta els quatre primers llibres en castellà i els tres següents en català, de manera molt fragmentària.
Pel que fa als manuscrits en castellà, el més complet es troba a la Biblioteca del Monestir de Montserrat, en la traducció de Guillem de Terrassa que va servir com a base per a l’edició de 1927. També se'n conserva una còpia il·lustrada de començament del segle xix a la Biblioteca Britànica i, de forma parcial, a la Biblioteca Municipal de Palma i a la Biblioteca Nacional d'Espanya. Finalment, a la Biblioteca de la Societat Arqueològica Lul·liana encara s'hi custodia un altre manuscrit, amb algunes il·lustracions.

## L'obra
La Història és dividida en set llibres: el primer és una descripció de Mallorca, i conté disquisicions d'en Binimelis sobre la influència de la geografia en el temperament dels mallorquins; el segon tracta de la dominació musulmana, gòtica i àrab; el tercer, de la conquesta catalana de Jaume I fins a Felip III; el quart és un episcopologi i un repàs per les esglésies i monestirs de l'illa; el cinquè és una descripció de Mallorca poble per poble; el sisè, una galeria de personatges il·lustres de l'illa; i el setè tracta gairebé únicament de la guerra de les Germanies.